# 흰배자유꼬리박쥐
흰배자유꼬리박쥐(Mops niveiventer)는 큰귀박쥐과에 속하는 박쥐의 일종이다. 앙골라와 콩고민주공화국, 잠비아에서 발견된다. 자연 서식지는 아열대 또는 열대 기후 지역의 습윤 저지대 숲과 습윤 사바나 지역이다. 서식지 감소로 위협을 받고 있다.

## 특징
작은 박쥐로 전체 몸길이가 104~116mm이고 전완장이 44~48mm, 꼬리 길이가 32~37mm이다. 발 길이는 9~11mm, 귀 길이는 18~20mm이고 몸무게는 최대 30g이다. 털이 짧고 윤이 난다. 등 쪽 털은 짙은 갈색이지만 배 쪽은 희거나 크림색을 띤다. 머리는 보통 좀더 어둡다.

## 생태
나무 구멍 속과 건물 벽 틈에 작은 무리를 지어 은신한다. 먹이는 곤충이다. 10월과 11월, 1월에 새끼를 밴 암컷이 관찰되고 일부는 1~3월에 젖을 먹이는 암컷이 포획된다. 한 번에 한 마리의 새끼를 낳는다.

## 분포 및 서식지
콩고 민주 공화국과 르완다, 부룬디, 탄자니아 남서부, 앙골라 중부, 탄자니아, 모잠비크 서부에 널리 분포한다. 사바나 숲과 미옴보 숲에서 서식한다.